# Boto von Querenburg
Boto von Querenburg ist ein Autorenkollektiv mehrerer Mathematiker, von denen die meisten am Mathematischen Institut der Ruhr-Universität Bochum gearbeitet haben. „Boto“ ist hier eine Abkürzung für „Bochumer Topologen“ und Querenburg ist derjenige Stadtteil Bochums, in dem sich die Universität befindet. Mitglieder des Autorenkollektivs waren Gunter Bengel, Hans-Dieter Coldewey, Klaus Funcke, Edelgard Gramberg, Norbert Peczynski, Andreas Stieglitz, Elmar Vogt und Heiner Zieschang.
Das 1973 in der Reihe Hochschultexte des Springer-Verlags erschienene Lehrbuch Mengentheoretische Topologie zählt bis heute zu den Standardwerken der Topologie.

## Schriften
- Mengentheoretische Topologie. 3. Auflage. Springer, Berlin 2001, ISBN 3-540-67790-9 (1. Auflage: 1973, ISBN 3-540-06417-6).